# 東野定律
東野 定律（ひがしの さだのり、1974年5月 - ）は、日本の厚労官僚、社会福祉学者（介護保険・介護情報・社会福祉学）。学位は修士（工学）（日本大学・1999年）、博士（社会福祉学）（淑徳大学・2007年）。静岡県立大学経営情報学部准教授・大学院経営情報イノベーション研究科准教授。
国立保健医療科学院福祉サービス部福祉技術開発室研究員、静岡県立大学経営情報学部講師などを歴任した。

## 来歴

### 生い立ち
1974年生まれ。上智大学に進学し、理工学部の機械工学科にて機械工学を学んだ。1997年、上智大学を卒業した。その後、日本大学の大学院に進学し、理工学研究科の医療・福祉工学専攻にて、医療工学や福祉工学など医用生体工学に近い分野を学んだ。1999年、日本大学の大学院にて、理工学研究科の修士課程を修了した。それにともない、修士（工学）の学位を取得した。

### 国立医療・病院管理研究所
大学院修了後、厚生省の施設等機関である国立医療・病院管理研究所にて、非常勤職員および協力研究員として勤務し始めた。その後、2001年に中央省庁再編が行われ、厚生省は廃止され、新たに厚生労働省が設置された。それにともない、国立医療・病院管理研究所も厚生労働省の施設等機関として位置づけられた。同年、国立医療・病院管理研究所にて、医療経済研究部の協力研究員となった。

### 国立保健医療科学院
2002年、国立医療・病院管理研究所は国立公衆衛生院などとともに廃止され、新たに国立保健医療科学院が設立された。同年、国立保健医療科学院にて、福祉サービス部の協力研究員となった。2005年、国立保健医療科学院の福祉サービス部にて、福祉技術開発室の研究員に就任した。これにより、正式に厚生労働省に所属する厚生労働技官となった。また、2007年、淑徳大学の大学院では、社会学研究科の社会福祉学専攻にて博士課程を修了した。それにともない、博士（社会福祉学）の学位を取得した。

### 静岡県立大学
2008年、静岡県立大学に転じ、経営情報学部の講師に就任した。
現在は、静岡県立大学の経営情報学部にて、経営情報学科を担当する講師を務めている。また、静岡県立大学の大学院では、経営情報学研究科の経営情報学専攻にて講師を兼任している。2011年に静岡県立大学の大学院に経営情報イノベーション研究科が設置されると、そちらの経営情報イノベーション専攻の講師も兼任することになった。なお、既存の経営情報学研究科は、在籍する院生が修了する2012年3月までは存続するため、その間は双方の講師を兼任する。
2015年、静岡県立大学大学院経営情報学部准教授・大学院経営情報イノベーション研究科准教授。
に昇格。

## 研究
専門は社会福祉学であり、介護保険や介護情報などの分野に取り組んでいる。代表的な研究内容としては、介護する者の負担感を軽減するための福祉サービスを開発するとともに、その効果を評価、検証している。また、介護サービスの内容と、要介護度との関連についても、調査、研究を行っている。
著作としては、京都大学医学部附属病院の嶋森好子と国立保健医療科学院の筒井孝子が編纂した『マネジメントツールとしての看護必要度』への寄稿などが挙げられる。なお、筒井とは共同研究も行っており、日本社会福祉学会の全国大会では、筒井らとの共同研究の結果を発表している。

## 略歴
- 1974年 - 誕生。
- 1997年 - 上智大学理工学部卒業。
- 1999年 - 日本大学大学院理工学研究科修士課程修了。
- 1999年 - 国立医療・病院管理研究所非常勤職員および協力研究員。
- 2001年 - 国立医療・病院管理研究所医療経済研究部協力研究員。
- 2002年 - 国立保健医療科学院福祉サービス部協力研究員。
- 2005年 - 国立保健医療科学院福祉サービス部福祉技術開発室研究員。
- 2007年 - 淑徳大学大学院社会学研究科博士課程修了。
- 2008年 - 静岡県立大学経営情報学部講師。
- 2008年 - 静岡県立大学大学院経営情報学研究科講師。
- 2011年 - 静岡県立大学大学院経営情報イノベーション研究科講師。
- 2015年 - 静岡県立大学大学院経営情報学部准教授・大学院経営情報イノベーション研究科准教授。